# Adelophryne
Adelophryne Hoogmoed and Lescure, 1984 è un genere di anfibi della famiglia Eleutherodactylidae.

## Distribuzione e habitat
Le specie di questo genere sono distribuite nella parte settentrionale del Sud America, sino al Brasile.

## Tassonomia
Il genere comprende le seguenti specie:
- Adelophryne adiastola Hoogmoed and Lescure, 1984
- Adelophryne amapaensis Taucce, Costa-Campos, Haddad, and Carvalho, 2020
- Adelophryne baturitensis Hoogmoed, Borges, and Cascon, 1994 -  endemismo ristretto alla Serra de Baturité (Brasile, Ceará)
- Adelophryne glandulata Lourenço de Moraes, Ferreira, Fouquet, and Bastos, 2014
- Adelophryne gutturosa Hoogmoed and Lescure, 1984
- Adelophryne maranguapensis Hoogmoed, Borges, and Cascon, 1994 -  endemismo ristretto alla Serra de Maranguape (Brasile, Ceará)
- Adelophryne meridionalis Santana, Fonseca, Neves, and Carvalho, 2012
- Adelophryne michelin Lourenço de Moraes, Dias, Mira-Mendes, Oliveira, Barth, Ruas, Vences, Solé, and Bastos, 2018
- Adelophryne mucronata Lourenço-de-Moraes, Solé, and Toledo, 2012
- Adelophryne nordestina Lourenço-de-Moraes, Lisboa, Drummond, Moura, Moura, Lyra, Guarnieri, Mott, Hoogmoed, and Santana, 2021
- Adelophryne pachydactyla Hoogmoed, Borges, and Cascon, 1994
- Adelophryne patamona MacCulloch, Lathrop, Kok, Minter, Khan, and Barrio-Amoros, 2008